# Västra Näs
Västra Näs är en bebyggelse i Mjällby socken i Sölvesborgs kommun i Blekinge län. Orten är ett gammalt fiskeläge på Listerlandets sydvästra spets vid Sölvesborgsviken väster om fritidshusområdet Sandviken. Bebyggelsen var av SCB avgränsad till en småort till 2023 då den istället avgränsades som en del av tätorten Västra Näs och Sandviken. 
Området förbands med Sölvesborg med ångbåtstrafik via Tredenborg fram till mitten på 1950-talet.

Hamnen
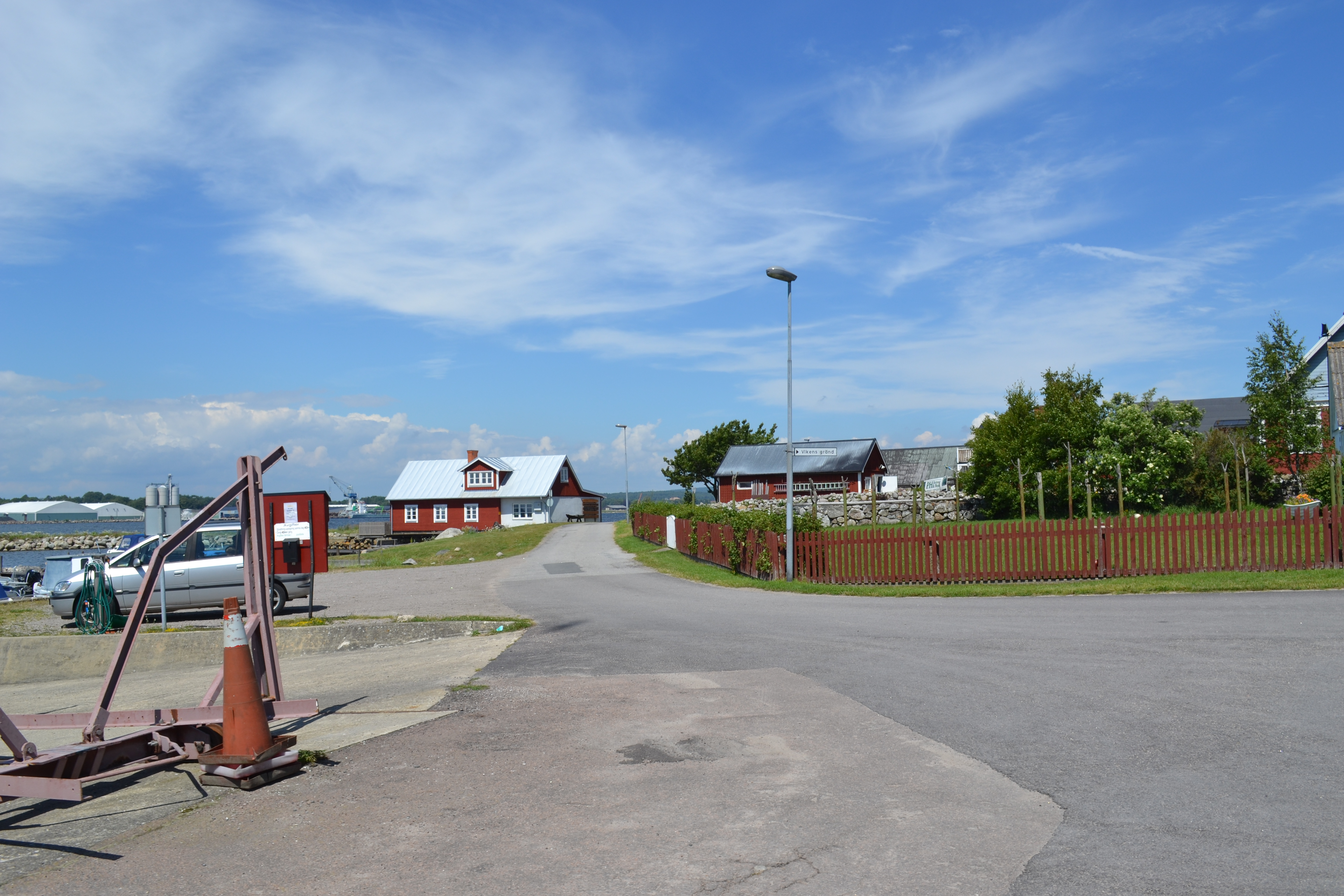
Hamnvägen
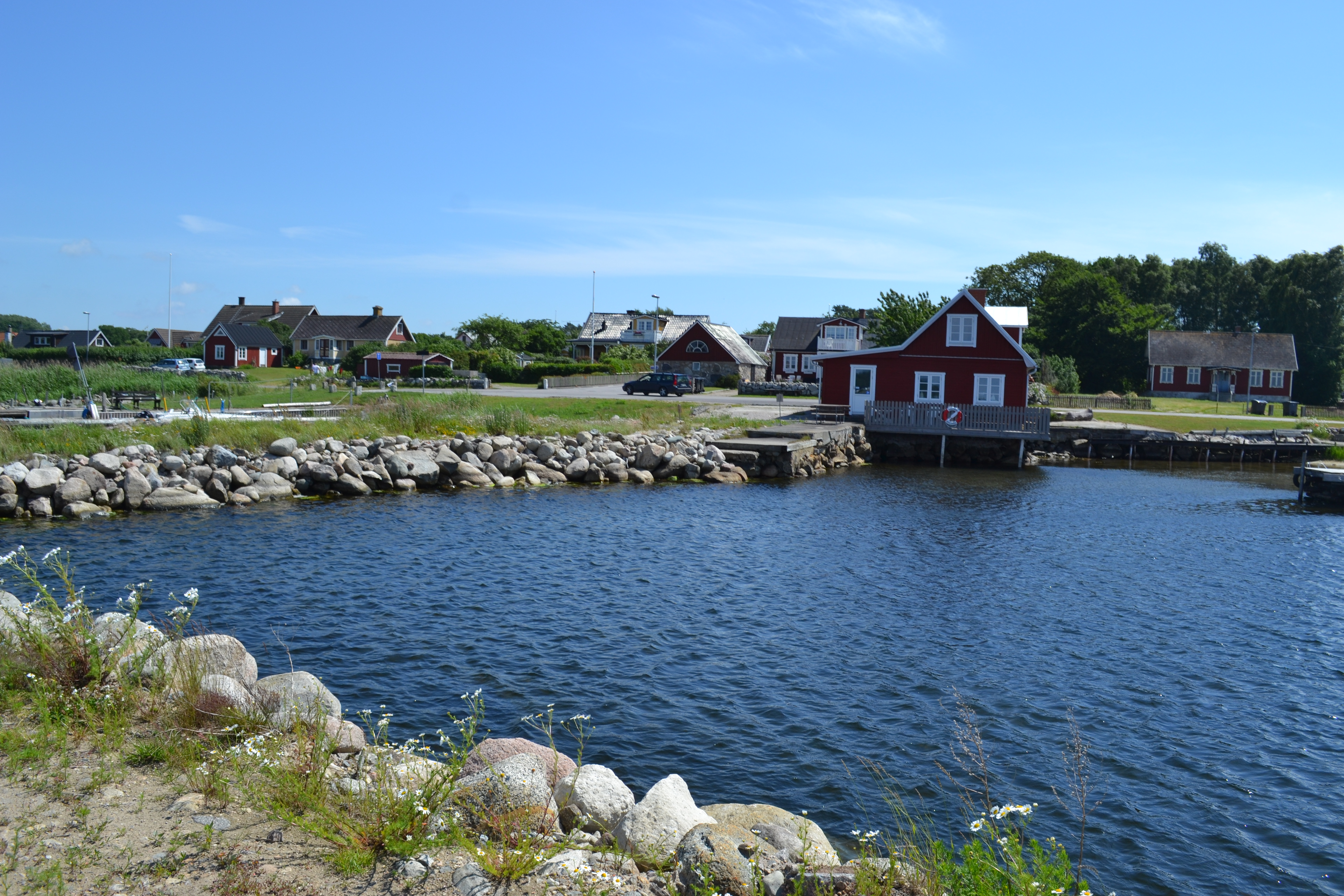
Hamnbassängen
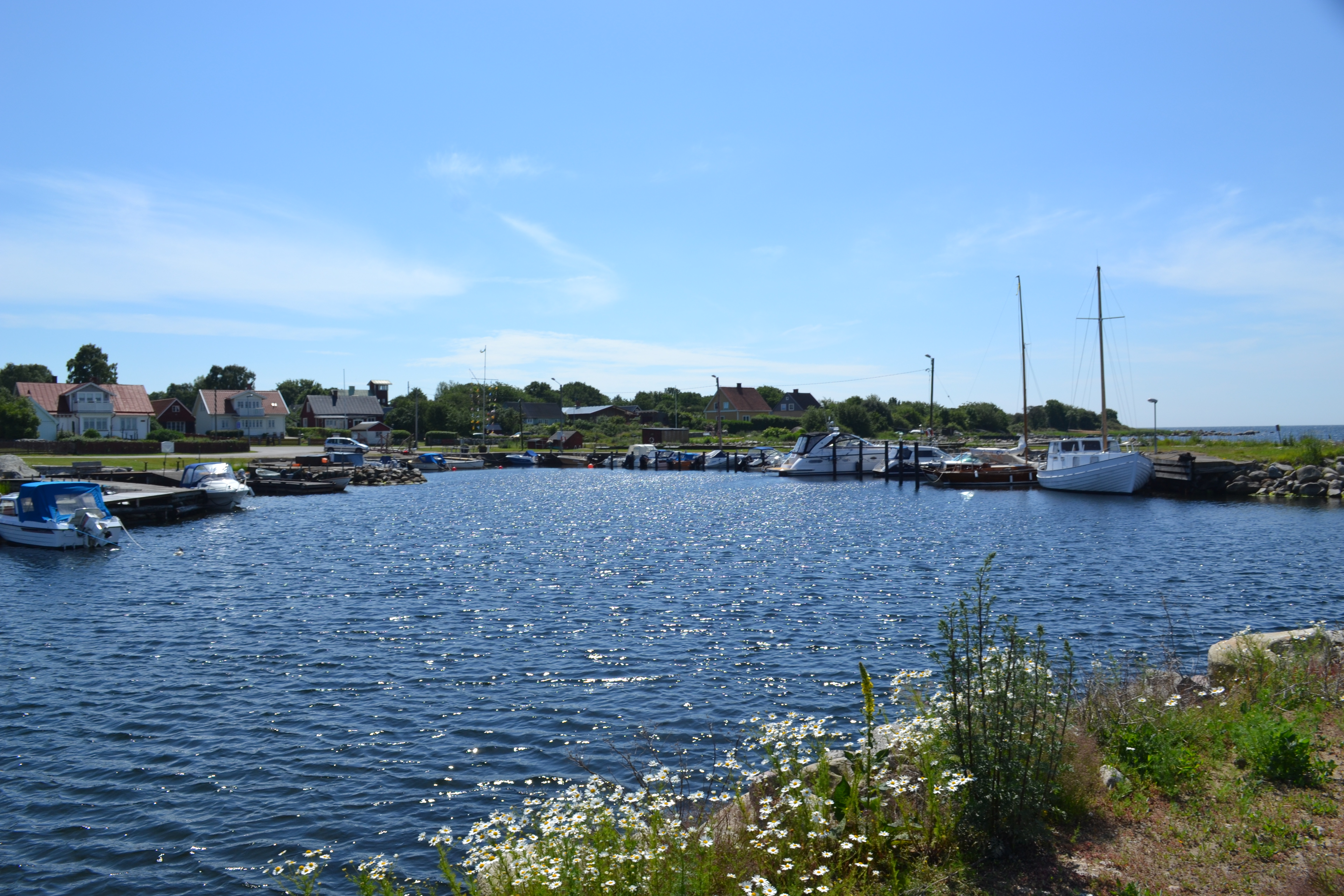
Hamnbassängen